# Compagnia de' nuovi assicuratori

Ricevute di sinistri della Compagnia de' nuovi assicuratori, 1824 (Fondazione Mansutti, Milano).

La Compagnia de' nuovi assicuratori è stata una compagnia di assicurazione italiana, con sede a Livorno.
La società lavorava solo nel campo delle assicurazioni marittime. Fu fondata dall'olandese Gaetano Dewit nel luglio 1824 con un capitale sociale di 24000 fiorini. Il capitale raddoppiò dopo sette anni dalla fondazione, come previsto dal suo statuto.